# شارکیشلا
شارکیشلا (به ترکی استانبولی: Şarkışla) (به کردی: Şarqije) شهری است در کشور ترکیه که در استان سیواس واقع شده‌است. جمعیت این شهر بر اساس سرشماری سال ۲۰۰۸ میلادی ۲۰٬۷۶۱ نفر و بر اساس برآوردهای سال ۲۰۰۹ میلادی ۲۰٬۶۷۱ نفر می‌باشد.

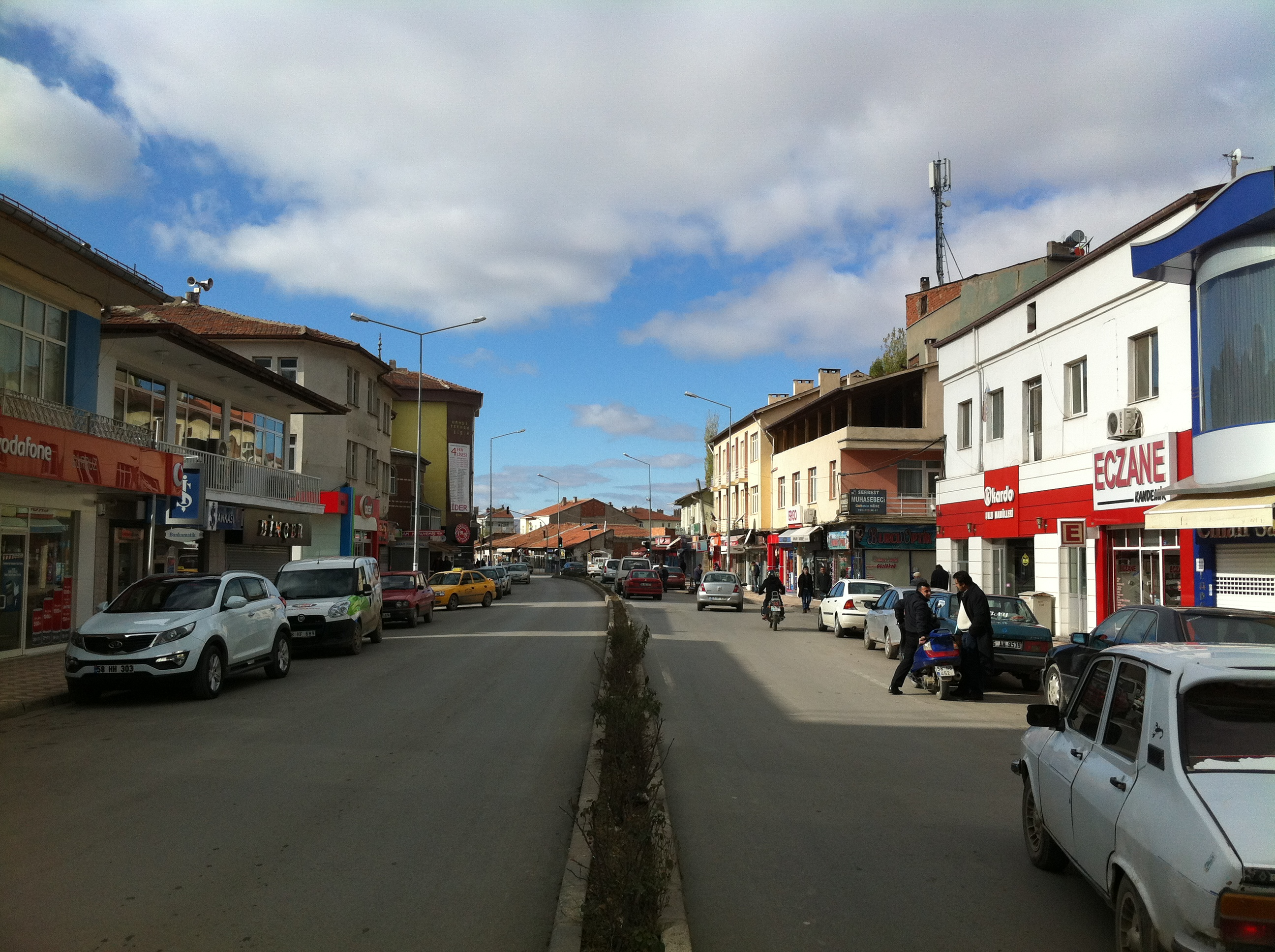
مرکز شهر شارکیشلا